# Alexander Wennberg
Alexander Wennberg (* 22. září 1994, Nacka, Švédsko) je švédský profesionální hokejový útočník hrající za tým San Jose Sharks v Národní hokejové lize (NHL).

## Kariéra
Alexander Wennberg byl draftován z 5. pozice celkově v roce 2013 NHL Draftu hráčů z Evropy. Zvolil si ho tým Columbus Blue Jackets z celkového 14. místa. V květnu roku 2014 podepsal nováčkovskou smlouvu na tři roky z Columbusem. Během první sezony NHL nasbíral v 68 zápasech celkem 20 bodů za 6 gólů a 14 asistencí. Ve Švédské juniorské reprezentaci získal na mistrovství světa v hokeji do 18 let v roce 2012 stříbrnou medaili. Na mistrovství světa juniorů získal dvě stříbrné medaile z roku 2013 a 2014.

## Klubové statistiky
| Sezona     | Klub                  | Soutěž     | Základní část | Základní část | Základní část | Základní část | Základní část | Play off | Play off | Play off | Play off | Play off |
| Sezona     | Klub                  | Soutěž     | Z             | G             | A             | B             | TM            | Z        | G        | A        | B        | TM       |
| ---------- | --------------------- | ---------- | ------------- | ------------- | ------------- | ------------- | ------------- | -------- | -------- | -------- | -------- | -------- |
| 2014/15    | Columbus Blue Jackets | NHL        | 68            | 4             | 16            | 20            | 22            | —        | —        | —        | —        | —        |
| 2015/16    | Columbus Blue Jackets | NHL        | 69            | 8             | 32            | 40            | 2             | —        | —        | —        | —        | —        |
| 2016/17    | Columbus Blue Jackets | NHL        | 80            | 13            | 46            | 59            | 21            | 5        | 0        | 1        | 1        | 2        |
| 2017/18    | Columbus Blue Jackets | NHL        | 66            | 8             | 27            | 35            | 12            | 3        | 1        | 1        | 2        | 0        |
| 2018/19    | Columbus Blue Jackets | NHL        | 75            | 2             | 23            | 25            | 12            | 4        | 0        | 0        | 0        | 0        |
| 2019/20    | Columbus Blue Jackets | NHL        | 57            | 5             | 17            | 22            | 16            | 10       | 3        | 2        | 5        | 2        |
| 2020/21    | Florida Panthers      | NHL        | 56            | 17            | 12            | 29            | 8             | 6        | 1        | 1        | 2        | 0        |
| 2021/22    | Seattle Kraken        | NHL        | 80            | 11            | 26            | 37            | 28            | —        | —        | —        | —        | —        |
| 2022/23    | Seattle Kraken        | NHL        |               |               |               |               |               |          |          |          |          |          |
| NHL celkem | NHL celkem            | NHL celkem | 551           | 68            | 199           | 267           | 121           | 28       | 5        | 5        | 10       | 4        |

### Reprezentační statistiky
| 2019           | Švédsko        | MS             | 6 | 3 | 7 | 10 | 0 |
| Senioři celkem | Senioři celkem | Senioři celkem | 6 | 3 | 7 | 10 | 0 |